# ᆋ
ᆋ는 ㅜ와 ㅓ를 합한 글자인 ㅝ와 ㅡ를 합한 글자다.